# Principense
Le créole principense (en portugais : crioulo principense) est un créole à base lexicale portugaise parlé en Sao Tomé-et-Principe, un archipel du golfe de Guinée (Afrique). Ses locuteurs natifs l'appellent aussi créole lunguyê, créole lun'gwiye ou créole moncó. Comme son nom l'indique, on le parle principalement dans l'île de Principe. 